# Баксо
Баксо́, рідше басо́ (індонез. bakso, ba'so) — страва індонезійської кухні. Має вигляд фрикадельок особливого типу, що виготовляються практично з будь-яких видів м'яса, риби та морепродуктів. Подаються, як правило, в бульйоні або супі, часто з додаванням локшини або овочів, іноді в смаженому вигляді. Страва популярна в різних регіонах країни, перш за все, на Яві і Суматрі. Має деяке поширення за межами Індонезії.

## Походження і поширення

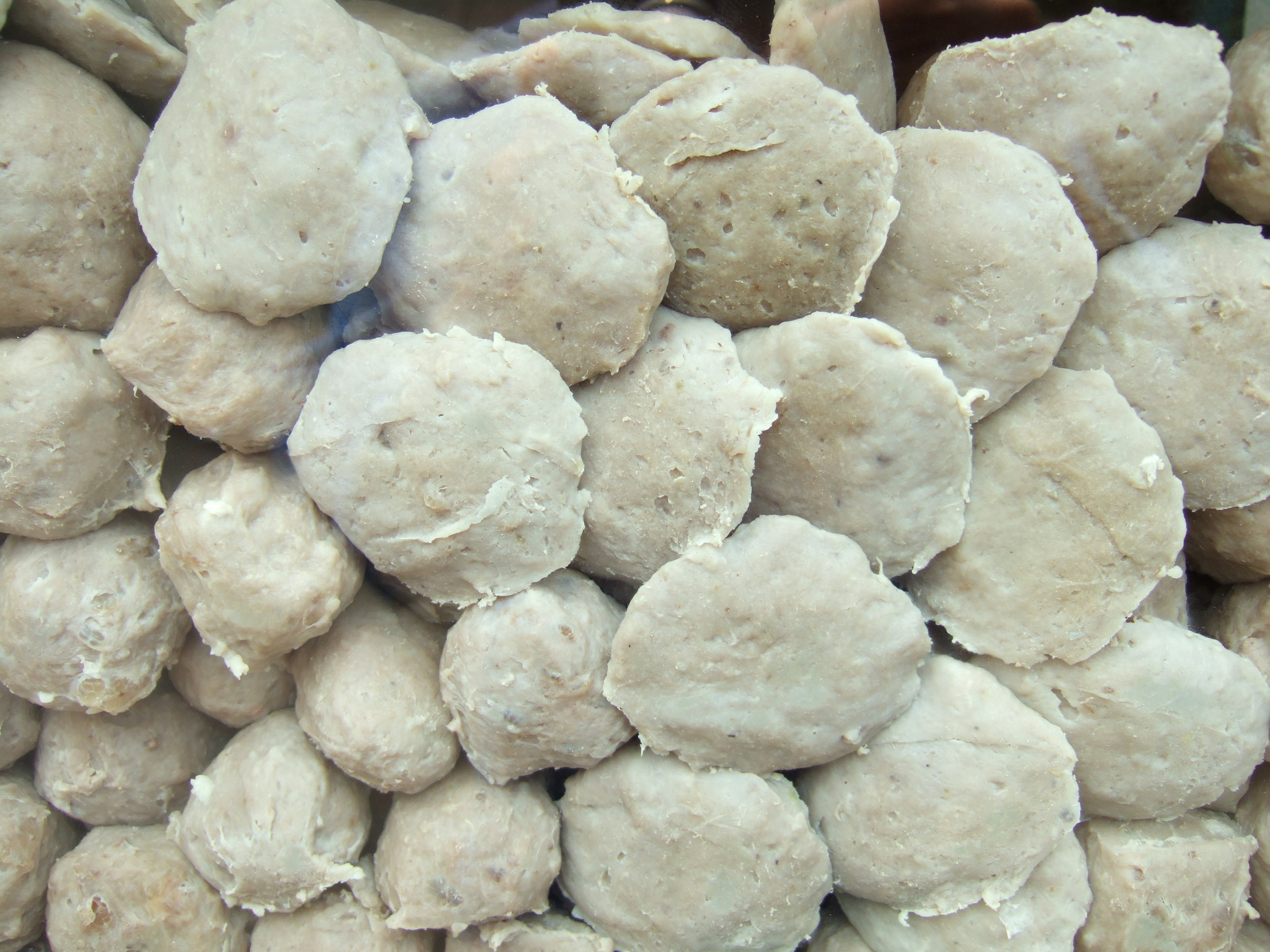
Готові м'ясні баксо

Баксо не є в строгому розумінні традиційною індонезійською стравою. Його рецепт був запозичений з китайської кухні і поширився в Індонезії в міру розселення там вихідців з Китаю. Власне, назва «баксо» походить від китайського «ба-со» (кит. 肉酥, піньїнь: ròusū, акад. жоусу, певедзі: bah-so; буквально — «розсипчасте м'ясо»). Разом з тим, в XX столітті воно набуло настільки широку популярність в різних індонезійських регіонах — перш за все, на Яві і Суматрі, що в даний час сприймається як в самій країні, так і за кордоном як одна із основних страв індонезійської кухні . Зокрема, президент США Барак Обама, який провів дитинство в Джакарті, в телефонній розмові з президентом Індонезії Сусіло Бамбангом Юдхойоно, який відбувся в листопаді 2008 року, зізнався, що дуже сумує за індонезійською їжею, зокрема, за баксо.
У другій половині XX століття баксо отримало деяке поширення і за межами Індонезії, перш за все, в суміжних країнах — Малайзії, Сінгапурі, а також в Нідерландах, колишній метрополії Індонезії .

## Приготування і різновиди

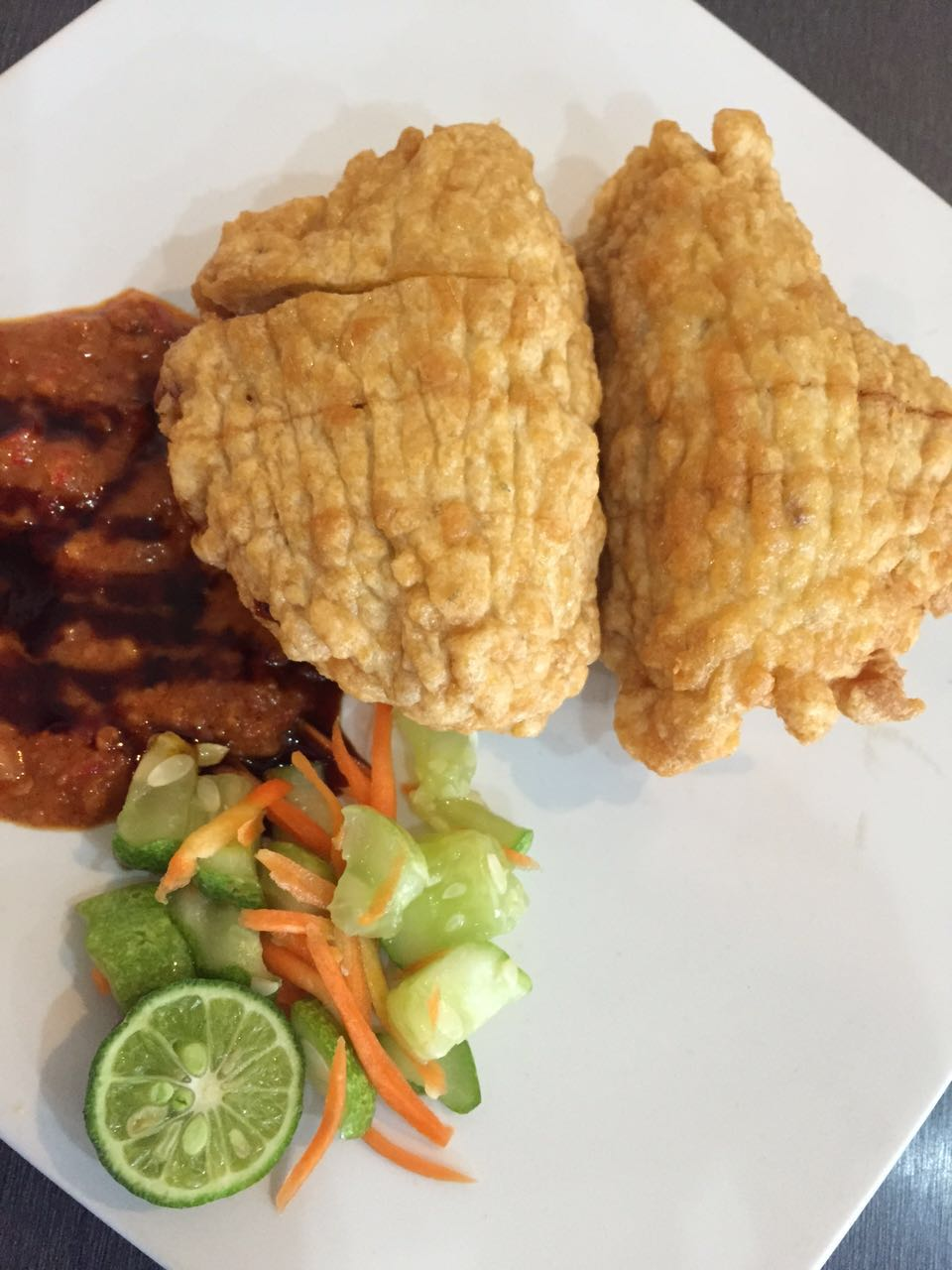
Батагор — особливий різновид баксо зі смаженого тофу

Баксо може готуватися практично з будь-яких білкових продуктів: всіх видів м'яса, включаючи субпродукти, риби, морепродуктів і, рідше, з тофу, темпі або деяких видів овочів. Найбільш популярними є яловиче, куряче, креветкове баксо і баксо з яловичих субпродуктів. Існують рецепти, які передбачають змішання фаршу з різних продуктів — наприклад, з декількох сортів м'яса або з м'яса і овочів. Виготовлення баксо зі свинини широко практикується серед етнічних китайців, однак з урахуванням приналежності більшості індонезійців до мусульманської конфесії його поширення досить обмежена   . Відомі випадки заведення кримінальних справ за фактом продажу гуртовиками базарним виробникам баксо свинини під виглядом яловичини — наприклад, в Джакарті в 2012 році.
Продукти, призначені для баксо, ретельно відбиваються і переробляються в дуже невеликий в'язкий фарш (в рибному варіанті він практично ідентичний японському сурімі). Традиційно для цих цілей застосовуються спеціальні металеві топірці, проте в даний час все частіше використовуються ручні і електричні м'ясорубки і кухонні комбайни .
У фарш додається невелика кількість борошна — зазвичай тапіокого або сагового, рідше кукурудзяного, сіль і мелений червоний перець за смаком . З нього формуються круглі фрикадельки діаметром, як правило, 3-5 сантиметрів. Іноді всередину фрикадельки поміщається якась начинка, наприклад, варене перепелине яйце або шматочок тофу  .
Через особливої в'язкості фаршу фрикадельки виходять виключно щільними і тугими. Саме ця консистенція відрізняє баксо від більшості інших рубаних кулінарних виробів, зокрема від трохи менше поширеної в Індонезії страви — пемпеку — фрикадельок, виготовлених з досить пухкого, виключно рибного фаршу з додаванням набагато більшої кількості сагового борошна  .
Баксо найчастіше варять у великій кількості води. Однак досить популярний і смажений варіант, який готується на сковороді або воці в невеликій кількості олії. Іноді обсмажуються вже варені фрикадельки  .
Баксо виготовляється не тільки в домашніх або кустарних умовах, а й промисловим чином. При промисловому виробництві в фарш можуть додаватися різні консерванти, харчові барвники, штучні ароматизатори і підсилювачі смаку, а також харчові загусники і стабілізатори, які посилюють в'язкість фаршу, зокрема, трифосфат натрію і бура  . Останнім часом в індонезійських ЗМІ озвучується заклопотаність з приводу можливого негативного впливу бури, що міститься в покупних баксо, на здоров'я споживачів.

## Продаж і вживання

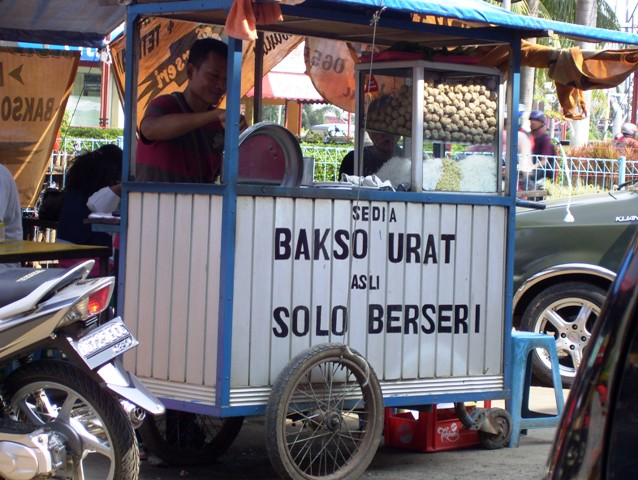
Вуличний торговець баксо

Баксо різних видів широко продається в Індонезії в продовольчих магазинах всіх рівнів. У продаж вони надходять як готовим, так і в сирому вигляді, будучи одним з найбільш популярних харчових напівфабрикатів. Баксо і страви з нього, як правило, присутні в меню підприємств громадського харчування, що спеціалізуються на національній кухні, а також повсюдно продаються вуличними рознощиками. У візках рознощиків фрикадельки, бульйон і різні добавки зберігаються зазвичай в різних ємностях і змішуються в мисці за бажанням покупця .
Варені фрикадельки зазвичай подають в бульйоні або в локшині, а також запускають в різні супи . Смажені найчастіше подаються з рисом або локшиною .
Різні регіони спеціалізуються на тих чи інших сортах баксо. Фрикадельки з риби і морепродуктів традиційно поширені в прибережній місцевості, м'ясні і курячі — повсюдно. Деякі сорти, які вважаються «спеціальністю» певних міст або місцевостей, придбали загальнонаціональну популярність під відповідними назвами — наприклад, баксо по-малангські: варені м'ясні фрикадельки в бульйоні з локшиною, тофу і пельменями. З кінця 1980-х років на Західній Яві великою популярністю користується сорт баксо, що готується з тофу і подається в смаженому вигляді, який отримав визначну акронімну назву батагор (від ba kso ta hu gor eng — смажене баксо з тофу) .

## Галерея

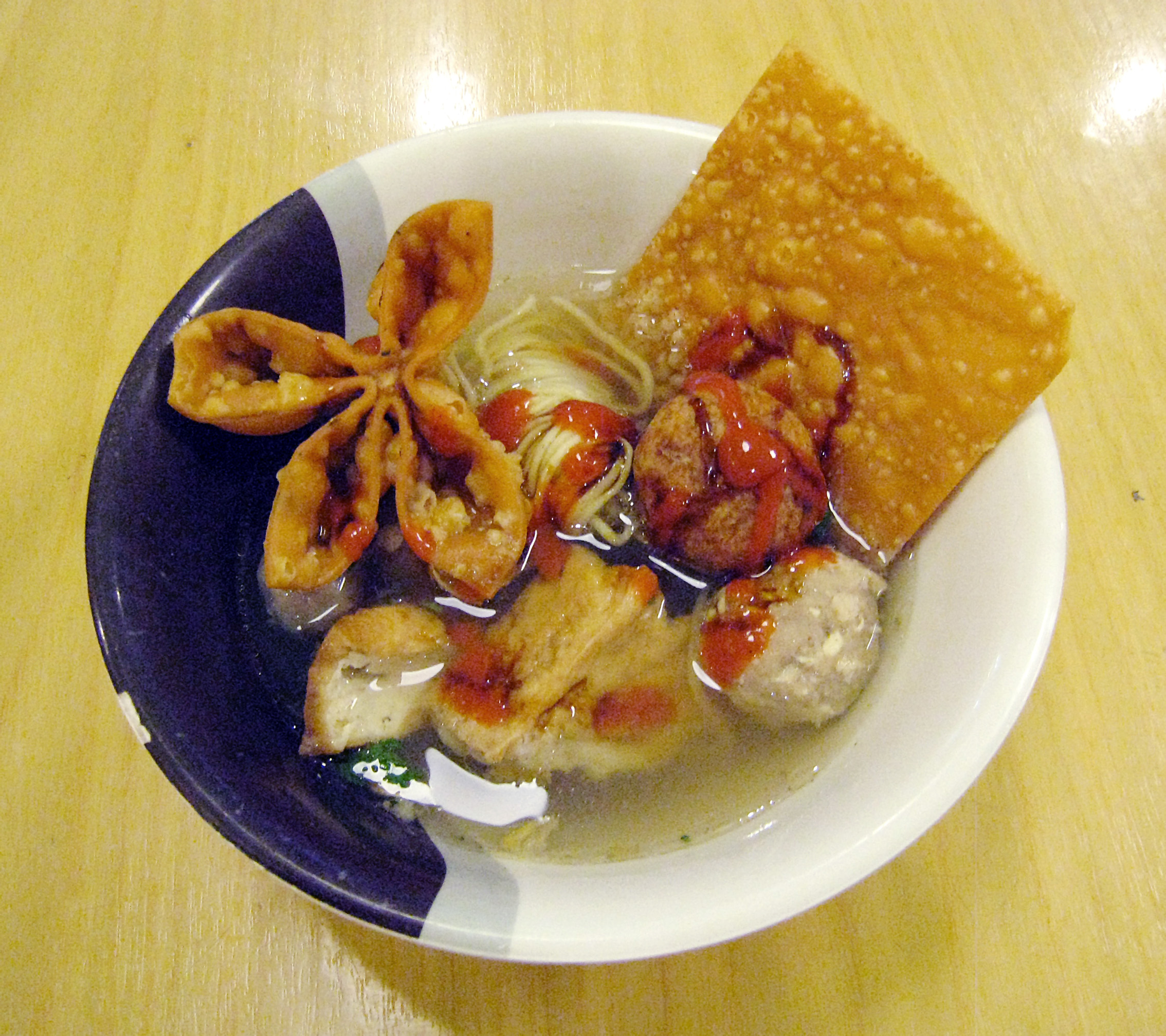
баксо по-малангські - з тофу, пельменями і крупуком
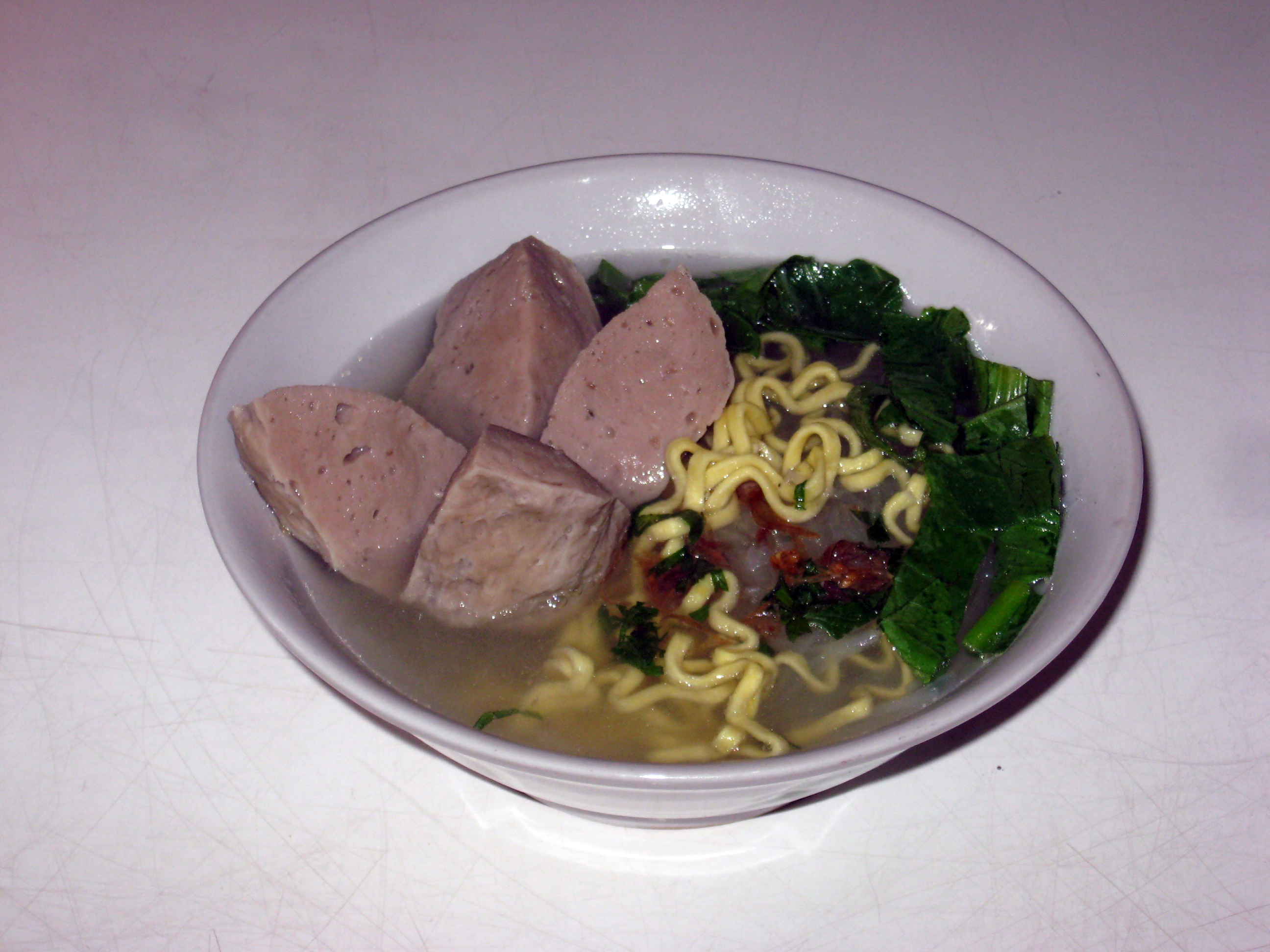
велика кулька баксо, розрізана на четвертинки, в бульйоні з локшиною
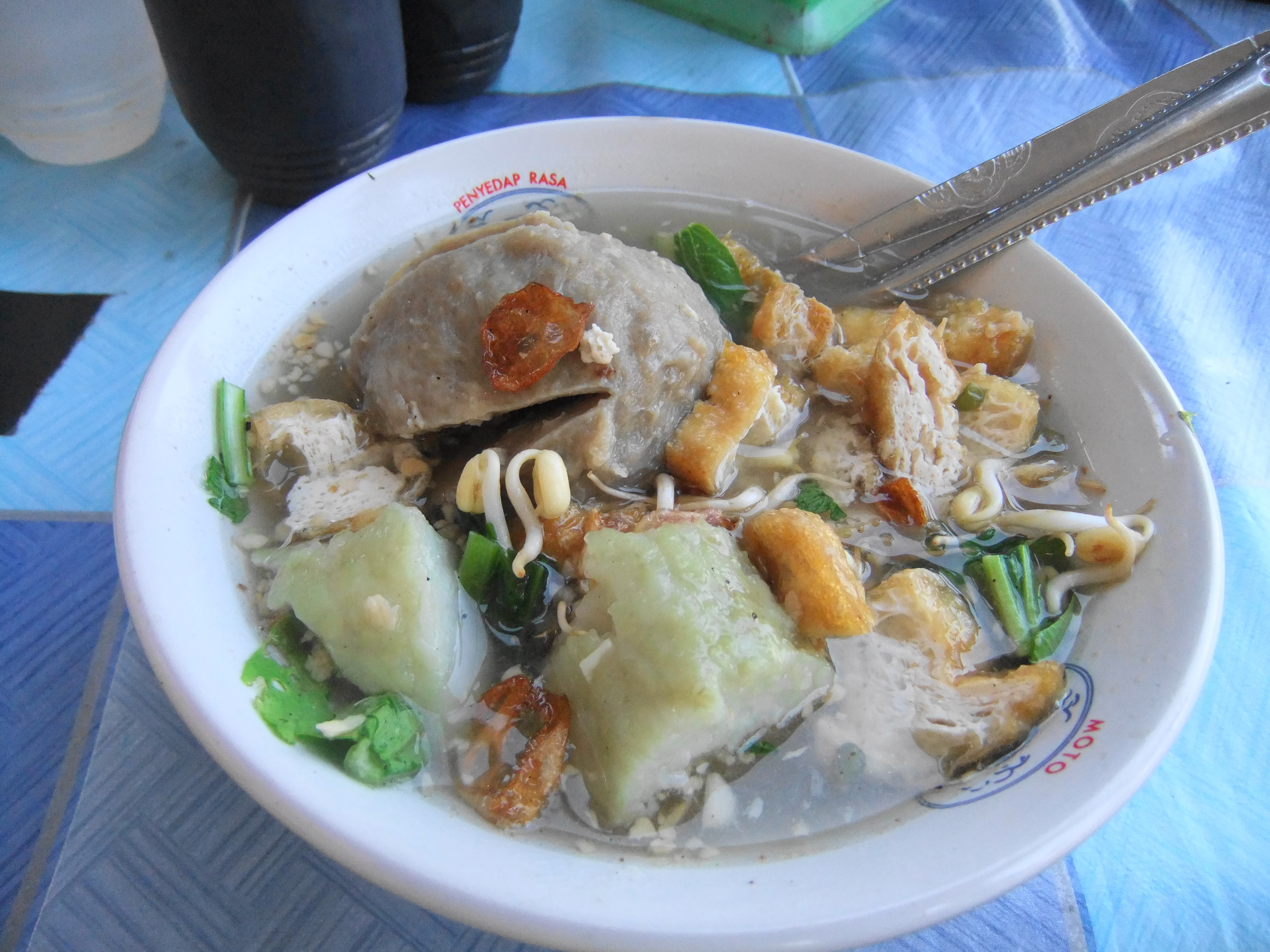
бакса в супі з кетупатом
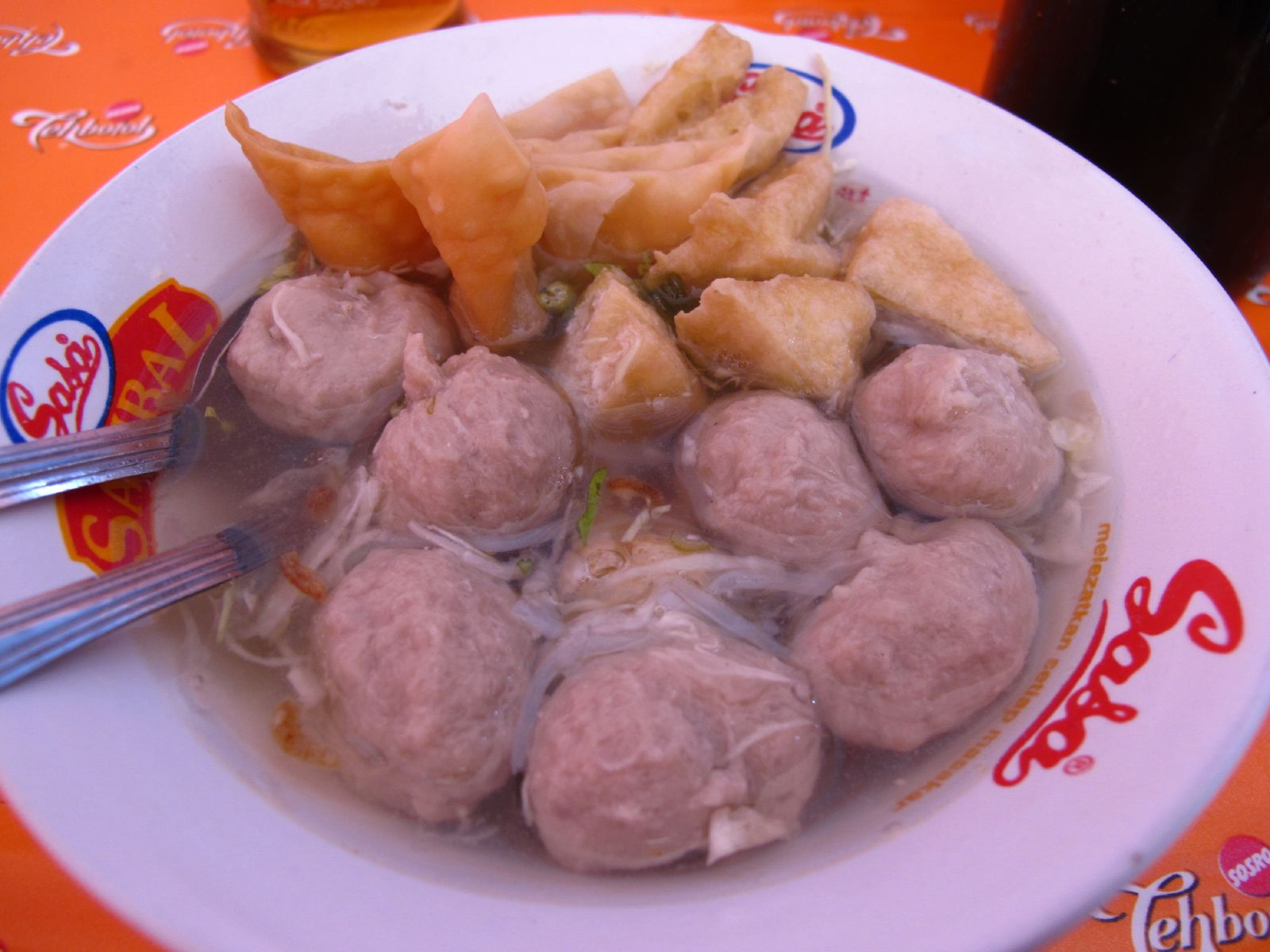
баксо з локшиною і крупуком. Балі
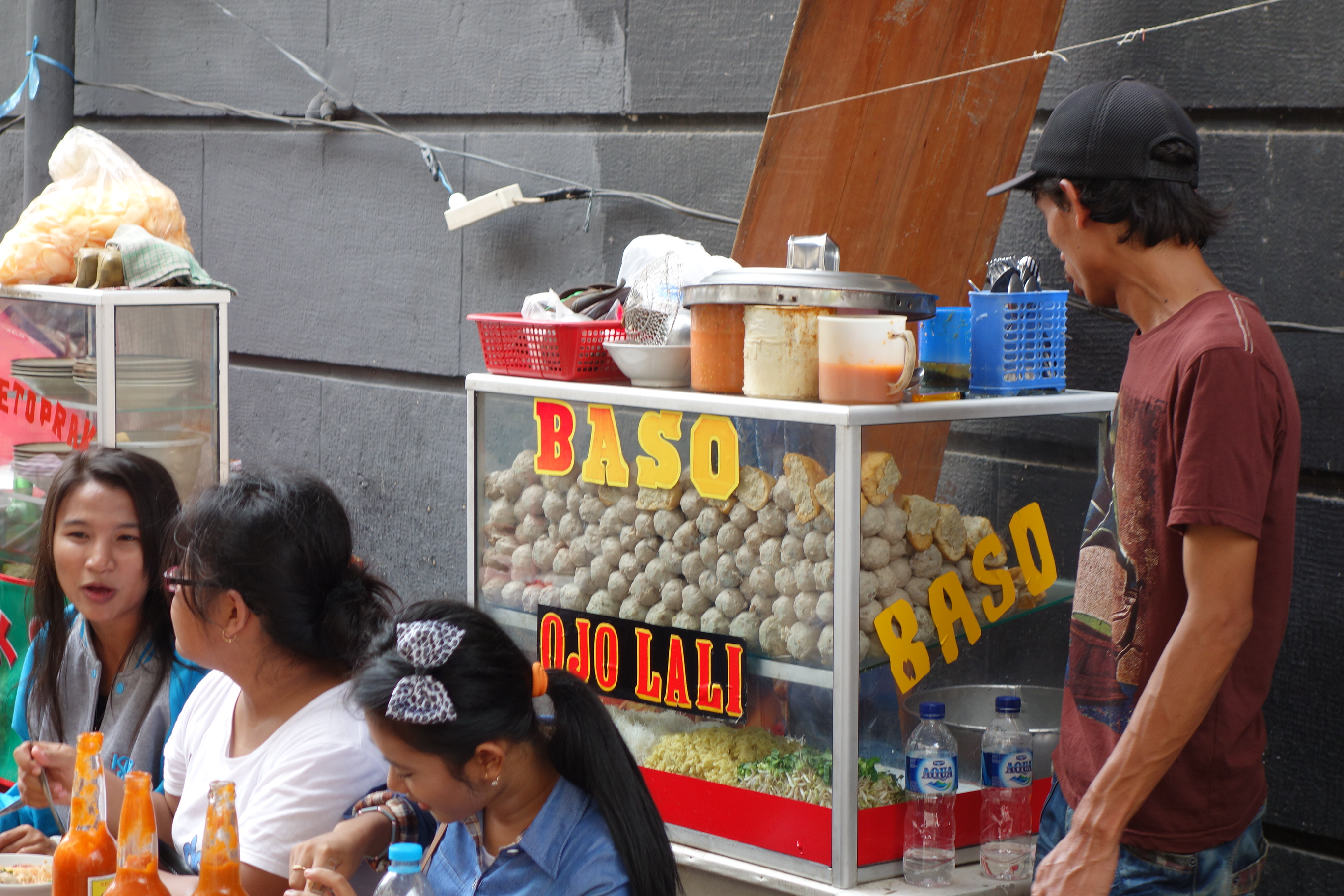
вулична торгівля баксо, Джакарта